# Lac des Montagnès
Le lac des Montagnès est un lac artificiel de 25 ha et d'une capacité de 1185 milliers de m³, situé sur la commune de Mazamet dans le département du Tarn dans la région Occitanie.

## Histoire
Le lac est un projet des années 1930 qui avait pour but d'alimenter en eau potable Mazamet et Aussillon, inauguré le 29 juillet 1934 en présence du Maire de chacune de ses communes ainsi que du préfet du tarn et du ministre de l'intérieur du gouvernement Doumergue, Albert Sarraut.
Au fil du temps, à la suite du changement des directives sur les points de captages, l'alimentation en eau potable de Mazamet est désormais assuré par le Pas des Bêtes. Actuellement, le barrage alimente en eau potable Labrespy et la base de loisir des Montagnès.
La principale utilité du barrage n'étant plus l'alimentation en eau potable, ce lac sert de base de loisirs en plein cœur de la Montagne Noire. 
Juxté par des commerces et des lieux d'activité comme le mini-golf, les jeux flottants et le parc accrobranche, le lac devient un lieu de loisirs incontournable pour les Mazametains / Audois et Tarnais
. La baignade y est autorisée sur une partie et est surveillée de début Juillet à fin Août.

## Activités
Un sentier sportif et botanique de 2,7 km fait le tour du Lac.